# Відділ мінералів
Ві́дділ мінера́лів (рос. отдел минералов, англ. section of minerals) — у мінералогії — ступінь класифікації мінеральних видів у межах підкласів за хімічним складом (наявністю додаткових аніонів чи молекул води) або внутрішньою будовою (різноманітністю відповідних структурних радикалів).